# Desplaçament de Lamb

Estructura fina dels nivells energètics de l'hidrogen. Correccions relativistes al model de Bohr.

En física, el desplaçament de Lamb és una petita diferència d'energia entre dos nivells {\displaystyle 2s_{1/2}} i {\displaystyle 2p_{1/2}} de l'àtom d'hidrogen. Rep el seu nom en honor al físic Willis Lamb. D'acord amb la teoria de Dirac i Schrödinger, els estats de l'hidrogen amb el mateixos nombres quàntics {\displaystyle n} i {\displaystyle j} però diferent nombre quàntic orbital {\displaystyle l} han de ser degenerats. Lamb descobrí que no és així, ja que l'efecte de l'excentricitat de l'òrbita provoca diferents energies a electrons amb diferents valors del nombre quàntic orbital.

## Introducció
La teoria de Dirac per a l'àtom d'un electró (hidrogen) proporciona nivells amb una energia que depèn del nombre quàntic radial {\displaystyle n} i del moment angular total {\displaystyle j}. A conseqüència d'això apareixen nivells degenerats en energia amb valor del moment angular orbital, l. Els nivells {\displaystyle 2s_{1/2}} i {\displaystyle 2p_{1/2}} són un exemple d'aquesta situació. Es podria pensar que la teoria de Dirac, incloses totes les correccions associades a les propietats nuclears, hauria d'explicar perfectament l'espectre de l'àtom d'un electró; no obstant això, en mesures espectrals molt precises es detecten desviacions de les prediccions d'aquesta teoria.

## Definició
L'any 1951 Lamb descobrí que no és així, a causa del fet que l'estat {\displaystyle 2p_{1/2}} és lleugerament més baix que l'estat {\displaystyle 2s_{1/2}}, de la qual cosa es deriva un desplaçament feble de la corresponent línia orbital, actualment anomenat «desplaçament Lamb». Més concretament, es pot dir que l'energia de l'estat {\displaystyle 2s_{1/2}} és 4,372×10−6 eV superior a la de l'estat {\displaystyle 2p_{1/2}}, essent {\displaystyle l=0} en el primer cas i {\displaystyle l=1} en el cas de l'estat {\displaystyle 2p_{1/2}}.

## Història
Els primers resultats experimentals en aquest sentit foren obtingudes per W. V. Houston el 1937 i R. C. Willians l'any 1938 que comprovaren experimentalment que els nivells {\displaystyle 2s_{1/2}} i {\displaystyle 2p_{1/2}} no són degenerats. Aquests investigadors descobriren que l'estat {\displaystyle 2s_{1/2}} està per sobre del {\displaystyle 2p_{1/2}}. No obstant això, els intents de ratificació, realitzats en les mateixes dates, no detectaren aquesta desviació degut fonamentalment a les dificultats d'amidar diferències tan petites en el nombre d'ona per mètodes espectroscòpics directes, ja que són emmascarades per efectes difícils de controlar, com l'efecte Doppler que sofreix la radiació emesa per l'àtom a causa del seu moviment de translació.

## Treball experimental
La qüestió fou definitivament resolta experimentalment en 1947 per W. I. Lamb i R. C. Retherford que idearen un experiment que minimitzava l'eixamplament de Doppler de les línies espectrals. Els punts claus de l'experiment són:
1. En lloc de resoldre espectroscòpicament l'estructura fina, utilitzaren tècniques de microones per a estimular directament la transició entre els nivells {\displaystyle 2s_{1/2}} i {\displaystyle 2p_{1/2}} (que és dipolar elèctrica).
2. L'èxit de l'experiment de Lamb i Retherford està en el fet que el nivell {\displaystyle 2s_{1/2}} és metaestable, a causa del fet que l'únic estat per davall, en energia, és el {\displaystyle 2s_{1/2}}, i no està permesa una transició dipolar elèctrica entre aquests dos estats.
3. El mecanisme més probable de desexcitació és per l'emissió de dos fotons, amb una vida mitjana d'1/7 s. Així doncs, en absència de pertorbacions externes, la vida mitjana de l'estat {\displaystyle 2s_{1/2}} és molt més llarga que la del {\displaystyle 2p_{1/2}} que és de 1,6×10−9 s.

Willis Lamb va amidar el desplaçament en la regió de les microones. Va posar àtoms en l'estat {\displaystyle 2s_{1/2}}, que no es podien desexcitar adoptant directament l'estat {\displaystyle 1s_{1/2}}, ja que les regles de selecció prohibeixen canviar el moment orbital angular en una unitat. Introduint els àtoms en un camp magnètic per a separar els nivells per efecte Zeeman, va exposar els àtoms a una radiació de microones de 2.395 MHz. Llavors va variar el camp magnètic fins que la freqüència va produir transicions des del nivell {\displaystyle 2p_{1/2}} fins al nivell {\displaystyle 2p_{3/2}}. Llavors va poder amidar la transició permesa des del nivell {\displaystyle 2p_{3/2}} al nivell {\displaystyle 1s_{1/2}}. Aquests resultats van ser usats per a determinar que el camp magnètic «zero», divisori d'aquests dos nivells, correspon a 1.057 MHz. Utilitzant la relació de Planck E = hν es demostra que l'energia de separació és de 4,372×10−6 eV.
Entrant en una sèrie de detalls tècnics es pot dir que el procediment per a realitzar l'experiment és el següent: s'usa un feix d'hidrogen molecular a alta temperatura per a obtenir els àtoms d'hidrogen l'espectre dels quals es vol analitzar (a 2.500 K la dissociació és del 60%). Els àtoms d'hidrogen se seleccionen fent-los passar per una escletxa, al mateix temps es bombardegen amb electrons d'energia cinètica major que 10,2 eV per a aconseguir que el sistema passi a l'estat {\displaystyle 2s_{1/2}}. Per aquest procediment s'obté una petita fracció (1 en 108) d'àtoms en els estats {\displaystyle 2s_{1/2}}, {\displaystyle 2p_{1/2}} i {\displaystyle 2p_{3/2}} a una velocitat mitjana de 8×10⁵ cm/s.
Donada l'alta vida mitjana de l'estat {\displaystyle 2s_{1/2}} respecte dels altres dos estats {\displaystyle p}, els àtoms en aquest estat recorren una distància de l'ordre de 10 cm mentre que els altres només recorren 1,3×10−3 cm abans de desexcitar-se. El detector és una làmina de tungstè en què l'àtom en l'estat {\displaystyle 2s_{1/2}} pot dipositar el seu electró absorbint la seva energia d'ionització. Si el feix d'àtoms en l'estat {\displaystyle 2s_{1/2}} es fa passar a través d'una regió d'interacció amb un camp de radiofreqüència que provoqui la transició des de l'estat {\displaystyle 2s_{1/2}} als estats {\displaystyle 2p_{1/2}} o {\displaystyle 2p_{3/2}}, s'origina una ràpida caiguda de la població d'àtoms en l'estat {\displaystyle 2s_{1/2}} a l'obrir de forma forçada un canal de transició. Això provoca una ràpida reducció dels àtoms en l'estat {\displaystyle 2s_{1/2}} que arriben al detector; naturalment això ocorre només quan la radiofreqüència coincideix amb l'energia
de la transició {\displaystyle 2s_{1/2}} → {\displaystyle 2p_{1/2}} o {\displaystyle 2s_{1/2}} → {\displaystyle 2p_{3/2}}. Per tant, la diferència d'energia entre els nivells és igual a la freqüència de la radiació que fa que es detecti una disminució en la població dels estats {\displaystyle 2s_{1/2}} que arriba al detector.
Amb aquesta base experimental i alguns detalls més, com l'aplicació d'un camp magnètic variable per a estabilitzar el camp de microones, Lamb i Retherford obtingueren que el nivell {\displaystyle 2s_{1/2}} està 1.000 MHz per sobre del {\displaystyle 2p_{1/2}}. Experiments posteriors més precisos han establert aquesta diferència en 1.057,90 ± 0,06 MHz (Robiscoe i Shyn 1970), 1.057,893 ± 0,020 MHz (Lundeen i Pipkin 1975) i 1.057,862 ± 0,020 MHz (Andrews i Newton 1976).

## L'explicació teòrica
L'explicació teòrica d'aquests resultats no fou en principi gens evident i va dur a la revisió de conceptes fonamentals com la renormalització de la massa i de la càrrega i a la formulació de teories com l'electrodinàmica quàntica, que ampliava la mecànica quàntica relativista de Dirac. És en el context de l'electrodinàmica quàntica, que és la teoria quàntica de camps de la interacció electromagnètica entre partícules carregades, que apareix el desdoblament Lamb en el càlcul de les denominades correccions radiatives. Els càlculs en electrodinàmica quàntica són pertorbatius i les correccions radiatives són els efectes de segon ordre. En particular, aquests efectes són els denominats d'autoenergia del fotó o polarització del buit, autoenergia de l'electró i correccions de vèrtex. Aquestes pertorbacions de segon ordre, originen una renormalització de la massa i de la càrrega de l'electró que fan que els valors que s'amiden experimentalment siguin distints dels que tindrien de no ser per l'existència de la interacció electromagnètica o de no acoblar-se el camp dels electrons amb el dels fotons.
En el cas de l'efecte Lamb, la contribució principal prové de l'autoenergia de l'electró, que proporciona un desdoblament de l'ordre de 1.000 MHz. Els altres diagrames donen una contribució menor, de l'ordre dels 30 MHz. Els càlculs d'aquest efecte en l'electrodinàmica quàntica són especialment difícils, ja que l'electró està en un estat lligat i les teories de camps estan formulades fonamentalment per a estats de col·lisió. En qualsevol cas, i a causa de la importància d'aquest efecte, la situació actual és que els càlculs teòrics més precisos són 1.057,916 ± 0,010 MHz (Erickson 1971), 1.057,864 ± 0,014 MHz (Mohr 1976), que cal comparar amb els resultats experimentals esmentats anteriorment.

## Energia del punt zero
Una interpretació qualitativa d'aquest efecte la va proposar Welton el 1948. Un camp de radiació quantitzat en el seu estat de més baixa energia no implica un camp zero, sinó que existeixen excitacions quàntiques de camp zero similars a les de l'estat fonamental de l'oscil·lador harmònic. Això suposa que fins i tot en el buit existeixen fluctuacions de camp que provoquen moviments ràpidament oscil·latoris de l'electró, de manera la càrrega del nucli no el percep com a puntual sinó com una distribució de càrrega amb un cert ràdi. A conseqüència d'això l'electró no es veu tan fortament atret pel nucli a curtes distàncies, de manera que els electrons en orbitals inferiors són els que més es veuen afectats per aquest aspecte dinàmic, perdent una mica de lligam.

## Formulació matemàtica
Aquesta diferència particular és l'efecte d'un diagrama amb bucle en electrodinàmica quàntica i es pot interpretat com la influència d'un fotó virtual que és emès i reabsorbit per l'àtom. En electrodinàmica quàntica el camp electromagnètic està quantificat i, com en el cas de l'oscil·lador harmònic de la mecànica quàntica, el seu estat de menor energia no és zero. A causa d'això existeixen unes petites oscil·lacions del punt zero que causen que l'electró executi ràpids moviments d'oscil·lació. L'electró resulta, doncs, «difuminat» i el radi canvia de {\displaystyle r} a {\displaystyle r+\delta r}.
En conseqüència, el potencial de Coulomb és pertorbat per una petita quantitat i la degeneració dels dos nivells d'energia desapareix. El nou potencial es pot calcular de forma aproximada (usant unitats atòmiques) com segueix: 
{\displaystyle \langle E_{\mathrm {pot} }\rangle =-{\frac {Ze^{2}}{4\pi \epsilon _{0}}}\left\langle {\frac {1}{r+\delta r}}\right\rangle .}
El desplaçament de Lamb és donat per
{\displaystyle \Delta E_{\mathrm {Lamb} }=\alpha ^{5}m_{e}c^{2}{\frac {k(n,0)}{4n^{3}}}\ \mathrm {per} \ \ell =0\,}
amb {\displaystyle k(n,0)} al voltant de 13 variant lleugerament amb n, i
{\displaystyle \Delta E_{\mathrm {Lamb} }=\alpha ^{5}m_{e}c^{2}{\frac {1}{4n^{3}}}\left[k(n,\ell )\pm {\frac {1}{\pi (j+{\frac {1}{2}})(\ell +{\frac {1}{2}})}}\right]\ \mathrm {per} \ \ell \neq 0\ \mathrm {i} \ j=\ell \pm {\frac {1}{2}},}
amb {\displaystyle k(n,\ell )} un nombre petit (< 0,05).